# Татры (национальный парк, Словакия)
Татры (словац. Tatranský národný park) — один из девяти национальных парков Словакии. Расположен в северной части страны, в Татрах. Площадь парка — 738 км², буферная зона вокруг парка — 307 км². В парке 600 км пешеходных троп и 16 обслуживаемых велосипедных маршрутов.
В национальном парке также расположена высшая точка Словакии — гора Герлаховский Штит (2655 м). Татры важны для сохранения флоры и фауны региона, парк служит домом для нескольких эндемичных видов включая татровскую серну.
Был организован 1 января 1949 г., что делает его старейшим национальным парком страны. В 1993 г. становится частью программы ЮНЕСКО Человек и биосфера, в 2003 г. были отрегулированы границы парка и его буферной зоны. С 2004 г. принадлежит к экологической сети Натура 2000.
Западная часть расположена в Жилинском крае, восточная — в Прешовском. В парке около 300 пещер, но лишь одна из них открыта для посещения — Бельянская пещера.
Фауну парка представляют 115 видов птиц, 42 вида млекопитающих, 8 видов рептилий и 3 — амфибий.